# Трихотилломания
Трихотиллома́ния (ТТМ) (от др.-греч. θρίξ (род. τριχός) «волос, волосы» + τίλλω «щипать, вырывать» + μανία «безумие») — представляет собой психическое расстройство, характеризующееся компульсивной тягой к вырыванию собственных волос индивидом. В соответствии с Международной классификацией болезней 11-го пересмотра (МКБ-11), принятой в 2022 году, данное расстройство категоризируется в рамках обсессивно-компульсивных и смежных расстройств личности. ТТМ также относится к специфическому подклассу поведенческих нарушений, акцентированных на манипуляциях с собственным телом (Body-Focused Repetitive Behaviors, BFRB), куда включаются такие акты, как онихофагия (привычка грызть ногти), акнеэкстракция, дермотилломания (выковыривание кожи) и другие симиллярные поведения.
При ТТМ индивидум обычно осуществляет экстракцию волосков индивидуально, используя для этого пальцы или инструменты, такие как пинцет. Последующее взаимодействие с извлечённым волосом может включать его манипулирование, рассматривание или жевание, иногда проглатывание фолликулярной части или даже целого волоса. Когда индивид с ТТМ съедает волос полностью, это носит название «трихофагия» и может вызывать серьёзные патологические изменения в желудочно-кишечном тракте и рассматривается как состояние, несущее потенциальную угрозу жизни.
Старейшее из сохранившихся упоминаний о болезни выдёргивания волос встречается у Аристотеля в IV веке до нашей эры. Сам же термин «трихотилломания» был придуман французским дерматологом Ф. А. Аллопо в 1889 году. И только в 1987 году трихотилломания вошла в третье издание Диагностического и статистического руководства Американской психиатрической ассоциации.

## Статистика
В рамках научного дискурса о трихотилломании (ТТМ) следует отметить ограниченность доступных статистических данных, обусловленную склонностью лиц, страдающих данным расстройством, к нераскрытию своего состояния перед обществом. Вместе с тем, в литературе фиксируется тенденция к росту идентификации случаев ТТМ, что частично может быть связано с упрощением доступа к информационным ресурсам и анонимным методикам диагностики в эпоху цифровых технологий.

## Эпидемиология
Исследования указывают на распространённость ТТМ в диапазоне от 1 % до 3,5 % среди населения, причём женский пол демонстрирует предрасположенность к развитию данного расстройства в 4-7 раз выше, по сравнению с мужским. Преимущественной локализацией для манипуляций с волосяным покровом является скальп, за которым следуют ресницы и брови.

## Возрастная динамика
Наиболее часто ТТМ дебютирует в адолесцентном периоде, между 9 и 13 годами, однако возможны как более ранние, так и поздние начала расстройства. Типичным является поочерёдное выдёргивание волос, при этом одна «сессия» может занимать продолжительное время.

## Ассоциации с неврологическими состояниями
В контексте гериатрии отмечаются случаи ассоциации ТТМ с поражениями определённых участков центральной нервной системы. Так, до 3,6 % пожилых лиц, находящихся на стационарном уходе в связи с деменцией или болезнью Альцгеймера, демонстрируют симптомы ТТМ. Компульсивные действия в данных случаях могут включать не только выдёргивание волос, но и другие повторяющиеся моторные акты.

## Клиническое течение
ТТМ может протекать длительными эпизодами, сменяющимися как периодами обострения, часто вызванными стрессовыми ситуациями, так и ремиссией, когда влечение к выдёргиванию волос отсутствует. Отмечены случаи усиления симптоматики в период климактерических изменений.
Трихотилломания (ТТМ) классифицируется в рамках психиатрических нарушений как часть широкой категории повторяющихся поведенческих расстройств, сосредоточенных на теле (BFRBs). Тем не менее диагностические ошибки часто возникают, при этом наиболее распространённой некорректной диагностикой является обсессивно-компульсивное расстройство (ОКР).

## Сравнение ТТМ и ОКР
Действительно, между ТТМ и ОКР существуют определённые параллели, преимущественно проявляющиеся через компульсивность, то есть повторяемость действий, которые индивидуум испытывает как неотвратимую потребность осуществлять. Обе патологии имеют тенденцию к дебюту в адолесцентном периоде. Тем не менее фундаментальное различие заключается в том, что для ТТМ характерно специфическое действие — выдёргивание волос, не обязательно ассоциированное с навязчивыми мыслями или представлениями, что характерно для ОКР.
В контексте ОКР ключевой аспект заключается в навязчивых мыслях, провоцирующих выполнение компульсивных ритуалов, направленных на снижение тревожности или предотвращение нежелательных событий. В отличие от этого, ТТМ фокусируется на неконтролируемой потребности в выдёргивании волос, что может происходить как осознанно, так и в состоянии психической абстракции, часто в моменты психического расслабления или отвлечения.

## Диагностические и терапевтические различия
Изначальная ассоциация ТТМ с ОКР, существовавшая до внедрения МКБ-11 в 2022 году, вносила существенную путаницу и усложняла процесс лечения. Начало ТТМ, как правило, приходится на ранний адолесцентный период, в то время как ОКР чаще диагностируется в более позднем возрасте адолесцентного периода.
Важнейшим аспектом является различие в реакции на терапевтические вмешательства. Для ТТМ эффективным является применение тренировок по преодолению вредных привычек, тогда как для ОКР предпочтение отдаётся методикам, ориентированным на управление навязчивыми мыслями и компульсивными действиями, таким как экспозиционная терапия с предотвращением реакции. Селективные ингибиторы обратного захвата серотонина (СИОЗС) эффективны при лечении ОКР, но их применение при ТТМ не показывает аналогичной эффективности, несмотря на их распространённое назначение в таких случаях.

## Этиология трихотилломании
Этиология трихотилломании остаётся недостаточно разъяснённой, однако современные научные данные подчёркивают мультифакторную природу данного расстройства, включая генетические аспекты, нейробиологические дисфункции и психоэмоциональную нагрузку в качестве потенциальных детерминант. Генетическая предиспозиция, в частности, предполагается на основе анализа семейной истории обсессивно-компульсивных расстройств, в то время как нейробиологические исследования обнаруживают аномалии в структурах центральной нервной системы, регулирующих импульсивное поведение и механизмы вознаграждения.
Дополнительно психоэмоциональные стрессоры, такие как повышенные уровни тревожности и стресса, могут экзацербировать проявления расстройства, превращая выдёргивание волос в механизм копинга с негативными эмоциональными состояниями.
Некоторые эксперты в области изучения трихотилломании выдвигают гипотезу о том, что причиной расстройства может служить способность подсознания к освоению и автоматизации повторяющихся действий, освобождая тем самым когнитивные ресурсы для выполнения более сложных задач. Аналогично автоматизации процессов управления велосипедом или автомобилем, которые с течением времени требуют всё меньше сознательного контроля, подсознание может «осваивать» и менее адаптивные поведенческие паттерны, такие как курение, выдавливание акне, онихофагия, чрезмерное потребление пищи или кофеина. Вероятность развития таких паттернов может быть обусловлена индивидуальными особенностями нейроанатомии, которые, как показывают последние исследования с использованием методов функциональной визуализации головного мозга, также могут быть предметом генетической наследственности.
В контексте терапевтических интервенций трихотилломании (ТТМ) научные данные подтверждают эффективность подходов, целенаправленно воздействующих на поведенческие паттерны, предшествующие акту выдёргивания волос. Традиционная психотерапевтическая практика, основанная на диалоговом взаимодействии, хотя и вносит вклад в общее психологическое благополучие, оказывает ограниченное воздействие на специфические симптомы ТТМ.

## Когнитивно-поведенческая терапия (КПТ) и групповая терапия
Когнитивно-поведенческая терапия (КПТ) и заместительная групповая терапия (ЗГТ) выделяются как передовые методики, нацеленные на прерывание устоявшихся поведенческих циклов. КПТ ориентирована на осмысление патогенетических механизмов расстройства и формирование стратегий для модификации поведенческих алгоритмов, тогда как ЗГТ акцентируется на тренировке навыков идентификации и замещения поведенческих паттернов, катализирующих процесс выдёргивания волос.

## Техника эмоциональной свободы (EFT)
Техника эмоциональной свободы (EFT), представляющая собой уникальный методологический подход, предусматривает использование простукивания специфических точек на теле в целях минимизации импульсивной потребности к выдёргиванию волос, особенно в критических моментах возникновения таковой.

## Методы перепрограммирования подсознания
Методики, основанные на перепрограммировании подсознания, демонстрируют особую эффективность за счёт применения визуализационных упражнений и гипнотических техник, направленных на осуществление глубинных психических трансформаций. Эти методы не только способствуют быстрому устранению деструктивного поведения, но и ведут к стабильным результатам, модифицируя подсознательные установки. Отмечается их особая эффективность в случаях, когда акты выдёргивания волос происходят в состоянии транса или во время сна.
Выбор методики лечения ТТМ следует адаптировать с учётом уникальных характеристик и условий жизнедеятельности каждого пациента.